# 巴托里家族
巴托里家族（匈牙利語：Báthori-család）是匈牙利貴族中最有名的家族，成員巴托里·斯特凡曾登上波蘭-立陶宛国王。

巴托里家族徽章

## 著名成員
- 巴托里·斯特凡
- 巴托里·伊莉莎白
- 巴托里·齊格蒙德
- 巴托里·安德拉什（英语：Andrew Báthory）
- 巴托里·加波爾（英语：Gabriel Báthory）